# 董啟章
董啟章（英語：DUNG Kai Cheung，1967年6月—），香港小說家。擁有香港大學的文學士及哲學碩士，1992年開始發表作品，曾任中學教師，現專事寫作，亦於香港中文大學從事寫作教學。作品包括：《天工開物·栩栩如真》、《時間繁史·啞瓷之光》、《地圖集》等。

## 簡歷
董啟章1967年出生於香港，是一個小康之家的長子，父親在塘尾道創辦「董富記」五金小工場，董氏自六歲起與家人居住在九龍深水埗柏樹街的唐樓。他小學就讀喇沙小學，中學升上喇沙書院，高中時念文科，修讀中史、世史、地理、經濟等科目，成績優異，名列全級前茅。會考時考八科，當中五科考得A，但中文科只考到C。會考後他升上喇沙書院的預科班，修讀中國文學、中史、西史和英文。讀預科時深受從陳瑞祺（喇沙）書院轉過來的同學巢立仁影響。
董啟章1986年入讀香港大學，第一年修讀中文、中史及英文，二年級開始修讀現當代的作品，三年級時轉讀英文和比較文學。本科畢業後，他繼續修讀香港大學比較文學系的哲學碩士，研究普魯斯特。1991至1992年，他在香港大學擔任助教。董啟章於1992年開始寫小說，有人將他的小說給也斯看，也斯將小說的轉交《星島日報》，在文學副刊〈文藝氣象〉中刊登。另外，董啟章的短篇小說亦發表在關夢南主編的《文藝氣象》。當時每月發表一篇1萬字的短篇小說的稿費可觀，達三千元，所以董啟章開始寫小說。
1993年，董啟章比較文學的哲學碩士畢業，碩士論文題目是"The concept of the body in Marcel Proust's Remembrance of things past" 。碩士畢業後董啟章繼續創作小說，1994年憑《少年神農》得第八屆聯合文學小說新人獎短篇小說推薦獎，又憑《安卓珍尼》獲得中篇小說首獎，在文壇嶄露鋒芒。在1994至1996年間，他亦在報章中撰寫了不少書評。
1996年，董啟章開始在不同大學中當兼職講師，遊走於嶺南大學、香港浸會大學、香港城市大學、香港中文大學之間；當中香港中文大學的「香港文學欣賞」科教了十多年。
董啟章曾經開過一間教授創意寫作的公司，名叫「董富記文字工藝」，成員包括他的學生王貽興。後來寫《天工開物·栩栩如真》時，他放棄教書和撰寫專欄短篇，以便專心寫作。直到2006年他完成了《時間繁史·啞瓷之光》後，他才重拾教書工作。

## 個人生活
董啟章與黃念欣因為合寫《講話文章：訪問、閱讀十位香港作家》而認識，也因熱愛文學而走在一起。倆人於1997年結婚，婚後離開深水埗，定居粉嶺。黃念欣為現任中大中國語言及文學系副教授，時常在電視講述語文常識。二人育有一子董新果，出生於2002年，是一名巴士迷。
由於香港的出版社不願意出版長篇小說，董啟章小說都在台灣出版。2006年時，《天工開物·栩栩如真》在台灣的版稅每本可收取十元港幣，全年賣了五千本左右，因此當時以寫作為全職的董啟章一年只賺到港幣五萬元。董啟章說：「我的確是全職在家寫作，但是『職』這個字意味着有一份可以餬口的職業，事實上寫作卻又養不起我的生活。」由於寫作的收入有限，他經常要問妻子要錢，更差點要把結婚時在粉嶺買下的小單位賣出，最後要由親戚相助才能渡過難關。
董啟章 2014年尾患上焦慮症，經過吃藥及針灸仍未見好轉。已於2016年康復。
2024年董啟章於其個人臉書宣佈其作品將陸續以 Creative Commons (CC BY-NC-SA 4.0) 形式開放授權，其時已以此方式授權的作品有《天工開物．栩栩如真》、《時間䌓史．啞瓷之光》、《心》、《自作集》及《菩薩 18/Bodhisattva 18》。

## 軼事
反修例抗議以來，董啟章曾多次表態支持示威者。本來小說《命子》已入選《亞洲週刊》的「2019十大小說」，2020年1月3日，董啟章在臉書發帖表示拒絕入選並撤回入選作品。因《亞洲週刊》以大篇幅讚香港警察，並將香港警隊評選為「2019年風雲人物」。

## 獎項及榮譽
- 1994年：《安卓珍尼》獲聯合文學小說新人獎中篇首獎、《少年神農》獲聯合文學小說新人獎短篇推薦獎
- 1995年：《雙身》獲聯合報文學獎長篇小說特別獎
- 1996年：《小冬校園》獲第四屆香港中文文學雙年獎兒童文學組推薦獎
- 1997年：獲第一屆香港藝術發展局文學新秀獎
- 2005年：《天工開物·栩栩如真》獲聯合報讀書人最佳書獎文學類、中國時報十大好書中文創作類、亞洲週刊中文十大好書
- 2006年：《天工開物·栩栩如真》獲首屆紅樓夢獎決審團獎
- 2008年：《時間繁史·啞瓷之光》獲第二屆紅樓夢獎決審團獎
- 2009年：「2008香港藝術發展獎」年度最佳藝術家獎（文學藝術）
- 2011年：《天工開物·栩栩如真》獲首屆施耐庵文學獎
- 2013年：《地圖集》獲美國加州大學頒發的「科幻奇幻翻譯獎」（Science Fiction & Fantasy Translation Awards）長篇小說獎 [16]
- 2014年：獲選為香港書展年度作家
- 2017年：《心》獲第十屆香港書獎
- 2018年：《神》獲第十一屆香港書獎
- 2019年：《愛妻》獲第27屆台北國際書展大獎小說類
- 2020年：《愛妻》獲第八屆紅樓夢獎決審團獎
- 2020年：《命子》獲第十二屆香港書獎
- 2022年：《後人間喜劇》獲第九屆紅樓夢獎決審團獎
- 2023年：《狐狸讀書》、《刺蝟讀書》獲第35屆師大梁實秋文學大師獎散文大師獎首獎[17]

## 作品
- 紀念冊（1995年，香港突破）
- 小冬校園（1995年，香港突破）
- 家課冊（1996年，香港突破）
- 安卓珍尼（1996年，台灣聯合文學）
- 說書人（1996年，香江）
- 雙身（1997年，台灣聯經）
- 名字的玫瑰（1997年，香港普普叢書；2014年，台灣聯經出版）
- 講話文章 - 訪問、閱讀十位香港作家（1996年，香港三人出版）
- 講話文章II - 香港青年作家訪談與評介（1997年，香港三人出版）
- 同代人（1998年，香港三人出版）
- 貝貝的文字冒險——植物咒語的奧秘（2000年，董富記）
- 衣魚簡史 (2002年，台灣聯合文學；2014年，台灣聯經出版)[18]
- 練習簿（2002年，香港突破）
- 體育時期（2003年，香港蟻窩出版；2004年，台灣高談文化）
- 第一千零二夜——說故事的故事（2003年，香港突破）
- 東京·豐饒之海·奧多摩（2004年，台灣高談文化）
- 對角藝術（2005年，台灣高談文化）
- 「自然史三部曲」：
  - 天工開物·栩栩如真 (2005年，台灣麥田出版)（自然史三部曲之一）
  - 時間繁史·啞瓷之光 (2007年，台灣麥田出版)（自然史三部曲之二）
  - 物種源始·貝貝重生之學習年代（上）(2010年，台灣麥田出版)（自然史三部曲之三）
- 致同代人（2009年，明報月刊出版）
- 在世界中寫作，為世界而寫（2011年，聯經出版）
- 「V城系列」：[19][20]
  - 地圖集（1997年，台灣聯合文學；2011年，台灣聯經出版）
  - The Catalog（1999年，香港三人出版；2011年，台灣聯經出版，改名《夢華錄》）
  - V城繁勝錄（1998年，香港藝術中心；2012年，台灣聯經出版，改名《繁勝錄》）
  - 博物誌（2012年，台灣聯經出版）
- 美德（2014年，台灣聯經出版）
- 香港當代作家作品選集·董啟章卷 （黃念欣編）（2014年，香港天地圖書出版）
- 肥瘦對寫（與駱以軍合著)(2016年，台灣印刻出版）
- 「精神史三部曲」：
  - 心（2016年，台灣聯經出版）
  - 神（2017年，台灣聯經出版）
  - 愛妻（2018年，台灣聯經出版）
- 「靈魂三部曲」：[20]
  - 後人間喜劇 （2020年，台灣新經典文化出版）
  - 香港字：遲到一百五十年的情書 （2021年，台灣新经典文化出版）
- 命子（2019年，台灣聯經出版）
- 非常讀：董啟章隨筆集 （2022年，香港明窗出版）
- 狐狸讀書：董啟章隨筆集一 (2022年，台灣聯合文學出版)
- 刺蝟讀書：董啟章隨筆集二 (2022年，台灣聯合文學出版)
- 自作集Autofiction (2024年，董富記出版)
- 菩薩 18/Bodhisattva 18 (2024年，董富記出版)

## 外部連結
- Dung Kai-cheung 董啟章的Facebook專頁
- 董啟章在互联网电影资料库（IMDb）上的資料（英文）
- 王德威：〈香港另类的奇迹——董启章的书写／行动和《学习年代》（页面存档备份，存于）〉。
- 王德威：〈千年华胥之梦：董启章、孟元老“梦华体”叙事（页面存档备份，存于）〉。